# Sistema LTI
Un sistema LTI (Linear Time-Invariant) és un sistema lineal i invariant al temps, per tant compleix les propietats de linealitat i invariància en el temps.
Generalment conegut com a sistema teòric LTI, prové de les matemàtiques aplicades i s'utilitza en espectroscòpia de ressonància magnètica nuclear, sismologia, circuits electrònics, processament de senyals i regulació automàtica entre d'altres.
Un Sistema Lineal ens diu que quan l'entrada d'un sistema donat és escalat per un valor, la sortida del mateix sistema també és escalada per la mateixa quantitat. Una característica important d'un sistema lineal és que obeeix el principi de superposició, que ens diu que si dues entrades són sumades juntes i passades pel sistema lineal, la sortida serà equivalent a la suma de les dos entrades avaluades per separat. Per tant, en un sistema lineal, si l'entrada és nul·la, la sortida també ha de ser-ho. Parlant d'una manera més simple, la sortida del sistema ha de respondre linealment, sense verificar l'última condició.
Si yi(t) i xi(t) són variables de sortida i entrada respectivament, i ai són constants complexes:
```
a1x1(t) + a2x2(t) + ... + anxn(t) → a1y1(t) + a2y2(t) + ... + anyn(t) ⇒ sistema lineal
```

Un sistema és invariant en el temps si el seu comportament i les seves característiques són fixes. ⇔ Un sistema és invariant en el temps si un desplaçament temporal en l'entrada x(t-t0) ocasiona un desplaçament temporal en la sortida i(t-t0).
```
si x(t) → y(t), llavors x(t - t0) → y(t - t0)⇒ sistema invariant
```

Que un sistema sigui lineal (L) significa que quan l'entrada d'un sistema és escalada per un valor, la sortida del sistema també és escalada per la mateixa quantitat. D'altra banda, un sistema lineal també obeeix el principi de superposició. Això significa que si dues entrades són sumades juntes i passades a través del sistema lineal, la sortida serà equivalent a la suma de les dues entrades avaluades individualment.
Principi de superposició amb Sistemes LTI
Una característica molt important i útil d'aquest tipus de sistemes és que es pot calcular la sortida del mateix sistema, davant de qualsevol senyal, mitjançant la convolució, és a dir, descomponent l'entrada en un tren d'impulsos que seran multiplicats per la resposta a l'impuls del sistema i després sumats. És a dir, el principi de superposició en els sistemes LTI permet descompondre un problema lineal en dos o més subproblemes més senzills, de tal manera que problema original s'obté com a "superposició" o suma dels subproblemes més senzills.
Sistemes LTI en sèrie o Paral·lel
- Sèrie: els sistemes en sèrie o cascada estan formats per dos o més sistemes col·locats en sèrie l'un amb l'altre. L'ordre d'aquests sistemes no modifica el resultat final. La convolució d'aquests sistemes genera el seu sistema equivalent.
- Paral·lel: els sistemes en paral·lel estan formats per dos o més sistemes col·locats en paral·lel amb un altre. El sistema equivalent és la suma d'aquests sistemes individuals.

Sistemes causals
Un sistema és causal si no depèn de valors futurs de les entrades per a determinar la sortida. Cosa que significa que si la primera entrada és rebuda en temps t=0 el sistema no ha de donar cap sortida fins aquest temps. Un exemple d'un sistema no-causal pot ser aquell que al "detectar" que ve una entrada dona la sortida abans que l'entrada arribi.
Una condició necessària i suficient per a la causalitat és
{\displaystyle h(t)=0\quad \forall t<0,}
on h (t) és la resposta a l'impuls. No és possible, en general, determinar la causalitat de la transformada de Laplace, pel fet que la transformada inversa no és única. Quan una regió de convergència és especificada, llavors es pot determinar la causalitat.

## Exemples
- Un exemple simple d'un operador LTI és la derivació.
  - {\displaystyle {\frac {\operatorname {d} }{\operatorname {d} t}}\left(c_{1}x_{1}(t)+c_{2}x_{2}(t)\right)=c_{1}x'_{1}(t)+c_{2}x'_{2}(t)} (p. ex., és lineal)
  - {\displaystyle {\frac {\operatorname {d} }{\operatorname {d} t}}x(t-\tau )=x'(t-\tau )} (p. ex., és invariant en el temps)

Quan es realitza la transformada de Laplace de la derivada, es transforma en una simple multiplicació per la variable s de Laplace.
{\displaystyle {\mathcal {L}}\left\{{\frac {\operatorname {d} }{\operatorname {d} t}}x(t)\right\}=sX(s)}
Que la derivada tingui una transformada de Laplace tan simple explica parcialment la utilitat de la transformada.